# Ebelsberg
Ebelsberg est une localité de Haute-Autriche faisant partie de la ville de Linz. Elle est le lieu de la bataille d'Ebelsberg (ou Ebersberg).